# 特殊救助隊

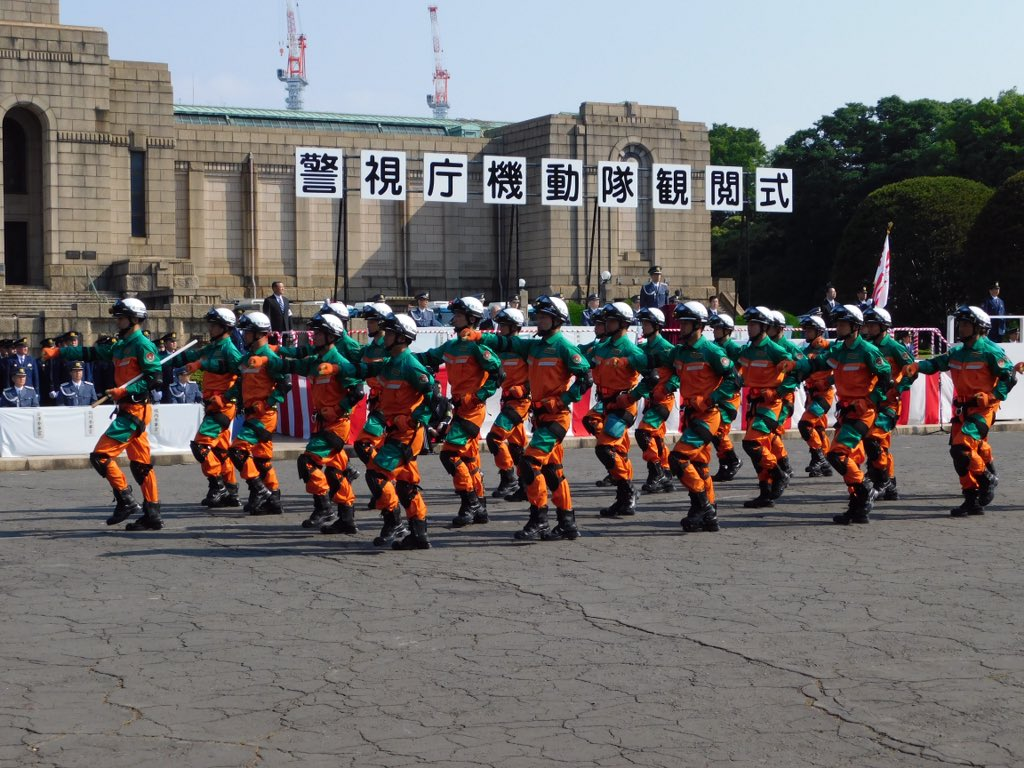
警視庁機動隊観閲式で行進するSRT隊員

特殊救助隊（とくしゅきゅうじょたい、英語: Special Rescue Team, SRT）は、警視庁警備部において、人命救助活動を主要な任務とする専門部隊。東日本大震災を受けて翌2012年（平成24年）9月1日、全国の警察で初めて発足した。災害対策課に所属している。

## 創設に至る経緯
日本の警察のうち東京都を所管する警視庁警備部では、人の生命・身体等に危険が及ぶ災害・事故に対して、特殊な装備を使用して要救助者を迅速・的確に救助するため、1972年（昭和47年）8月30日に「機動救助隊等の編成および運用要綱の制定について」を制定し、各機動隊および特科車両隊に機動救助隊を、また第二・七機動隊に水難救助隊を編成し、それぞれ「レスキュー110」として発足した。2024年現在、10個機動隊の全てに2-3個の機動救助小隊が編成されており、全22個小隊が交代しながら24時間体制で待機している。
しかしこれらの部隊は必要に応じて災害対策課の指揮下で救助活動を行うが、専従要員というわけではなく、普段は一般の機動隊員と同様の勤務にあたっている。その後、東日本大震災を契機として、高度な技術・知識などを習得した専従要員の必要性が注目されたことから、日本の警察で初めての災害専門の部隊として2012年9月1日に設置されたのが本部隊である。

## 編制

### 組織
本部隊は警視庁警備部の災害対策課の指揮下に常設されており、隊長1名（警視）のもと、それぞれ警部を班長として、指導班（7名）と実施班（28名）の2個の班が設置されている。機動救助隊よりも更に高度な救出救助技術を持った専門部隊であり、警察版ハイパーレスキューとも称される。活動拠点は立川広域防災基地内の警視庁多摩総合庁舎に置かれているが、同地には訓練施設として東日本災害警備訓練施設があるほか、警視庁航空隊および第四機動隊、更には東京消防庁第八消防方面本部のハイパーレスキューや陸上自衛隊の立川駐屯地、国立病院機構の災害医療センターなども隣接しており、災害時の要所となっている。
実施班は9名3交代制で即応体制を維持している。初動対処が役割とされており、重機や特殊救助ツールが必要な場合は、それらを装備している広域緊急援助隊や消防の特別救助隊と協力することになる。また外傷病院前救護ガイドライン（JPTEC）や多数傷病者対応トレーニング（MCLS）に則った知識・技能を活かして、医療機関やその他救助機関との調整も担当する。建設機械や船舶の操縦免許を取得している隊員もいる。
一方、指導班は各警察署を巡り、レスキューに関わる指導等を行なう。SRTは警視庁全体の救助技術の向上を図る役割を担うほか、救出救助技能指導者実務研修として、他の道府県警察からの研修も受け入れている。
災害対応以外にも一般の警察官が侵入困難な現場で、証拠物の捜索、爆発物等の危険物の検索も行う。

### 装備
隊員の制服には、「素早さ」「しなやかさ」を象徴する黒豹のワッペンが付されている。本部隊は広域緊急援助隊特別救助班（P-REX）に指定されているため、P-REXとして都外へ出動する場合には、P-REXの水色のユニフォームで出動することになる。装備としてはレスキュー車のほか、各種建設機械、生存者探知センサ、心電図を表示する機器などがあるほか、隊員のヘルメットには小型カメラが装備されており、警視庁本部や遠隔地へ救助の様子をリアルタイムで送信できる。なおレスキュー車の塗装は、緑色を基本とする点では機動救助隊の車両と同様だが、本部隊の車両の場合、白帯部分に描かれたシンボルの黒豹は、走る姿ではなく顔面を大きく描くことで、機動救助隊との違いを打ち出している。

## 出動事例
- 2014年の御嶽山噴火[1]
- ネパール地震 (2015年)[1]
- 平成30年7月豪雨[1]
- 熱海市伊豆山土石流災害[1]
- トルコ・シリア地震[1]
- 能登半島地震 (2024年)[1]
- 令和6年9月能登半島豪雨[1]